# Panathinaïkós (basket-ball féminin)
Pour les articles homonymes, voir Panathinaïkos.
Le Panathinaïkós AO (en grec Παναθηναϊκός Αθλητικός Όμιλος, Π.Α.Ο. ou simplement Παναθηναϊκός) est un grand club omnisports athénien, comprenant une section basket-ball de premier plan. Cet article concerne cette section basket-ball féminin du « Pana ».

## Historique
L’équipe est rétrogradée en deuxième division à l’issue de la saison 2017-2018.

## Palmarès
| Compétitions nationales | Compétitions internationales |
| - Championnat de Grèce : - Champion: (5) : 1998, 2000, 2005, 2013, 2021. - Coupe de Grèce : - Vainqueur (3) : 2000, 2023, 2024. - Finaliste (2) : 2014, 2016. | - Néant.                     |

## Joueurs et personnalités du club

### Entraîneurs
- 1983-1989 :  Christos Vamvakis
- 1989-1990 :  Georgios Velissarakos
- 1990-1992 :  ?
- 1992-1993 :  Georgios Skropolithas
- 1993-1995 :  Kóstas Anastasatos
- 1995-1996 :  Christos Petrakakis
- 1996-1997 :  Nikos Costopoulos
- 1997-1998 :  Georgios Zevgolis
- 1998-1999 :  ?
- 1999-2000 :  Yasemi Samantura
- 2000-2001 :  ?
- 2002-2004 :  ?
- 2004-2005 :  Nikos Marinos
- 2005-2006 :  Argýris Papapétrou
- 2006-2007 :  Kóstas Tsafaras
- 2007-2008 :  Giannis Gereoudakis, Kóstas Keramidas
- 2008-2009 :  Takis Koroneos, Dimitrios Malliaros
- 2009-2011 :  Giannis Gereoudakis
- 2011-2014 :  Yasemi Samantura
- 2014-2015 :  Petros Prekas
- 2015-2016 :  Petros Prekas, Kóstas Papadopoulos
- 2016-2017 :  Petros Prekas
- 2017-2019 :  Georgios Kantzilieris
- 2019-2024 :  Eleni Kapogianni
- 2024- :  Vasileia Gouzini

### Joueuses emblématiques
- Evanthía Máltsi
- Anastasía Kostáki
- Erin Thorn